# Chlorotettix longibrachium
Chlorotettix longibrachium är en insektsart som beskrevs av Cheng 1980. Chlorotettix longibrachium ingår i släktet Chlorotettix och familjen dvärgstritar. Inga underarter finns listade i Catalogue of Life.